# Олиево-Корнев
Олиево-Корнев (укр. Олієво-Корнів) — село в Городенковской городской общине Коломыйского района Ивано-Франковской области Украины.
Население по переписи 2001 года составляло 483 человека. Занимает площадь 6 км². Почтовый индекс — 78121. Телефонный код — 03430.